# Baima (köping i Kina, Henan)
Baima (kinesiska: 白马, 白马镇) är en köping i Kina. Den ligger i provinsen Henan, i den centrala delen av landet, omkring 220 kilometer sydost om provinshuvudstaden Zhengzhou. Antalet invånare är 52 308. Befolkningen består av 26 957 kvinnor och 25 351 män. Barn under 15 år utgör 26,0 %, vuxna 15-64 år 63 %, och äldre över 65 år 9,0 %.
Genomsnittlig årsnederbörd är 1 012 millimeter. Den regnigaste månaden är augusti, med i genomsnitt 187 mm nederbörd, och den torraste är januari, med 13 mm nederbörd.